# 나도민들레속
나도민들레속(Crepis)은 국화과의 속이다. 약 200여 종을 포함하고 있다.

## 분포
나도민들레속은 북반구와 아프리카 전역에 분포하고, 실제로 세계적으로 여러 식물이 도입종으로 알려져 있다. 생물 다양성의 중심은 지중해에 있다. 속명은 평창에서 귀화식물로서 나도민들레를 발견하여 민들레와 비슷하다고 명명하였다.
주류설에 따르면 한국에 흔한 껄껄이풀은 조밥나물속(Hieracium)에 속하나, 비주류설에 따르면 나도민들레속(Crepis)에 속한다.

## 일부 종
- 껄껄이풀 (C. coreana)
- 나도민들레 (C. tectorum)